# 弗拉·毛罗世界地图

毛罗地图的原始方位（以南为上）

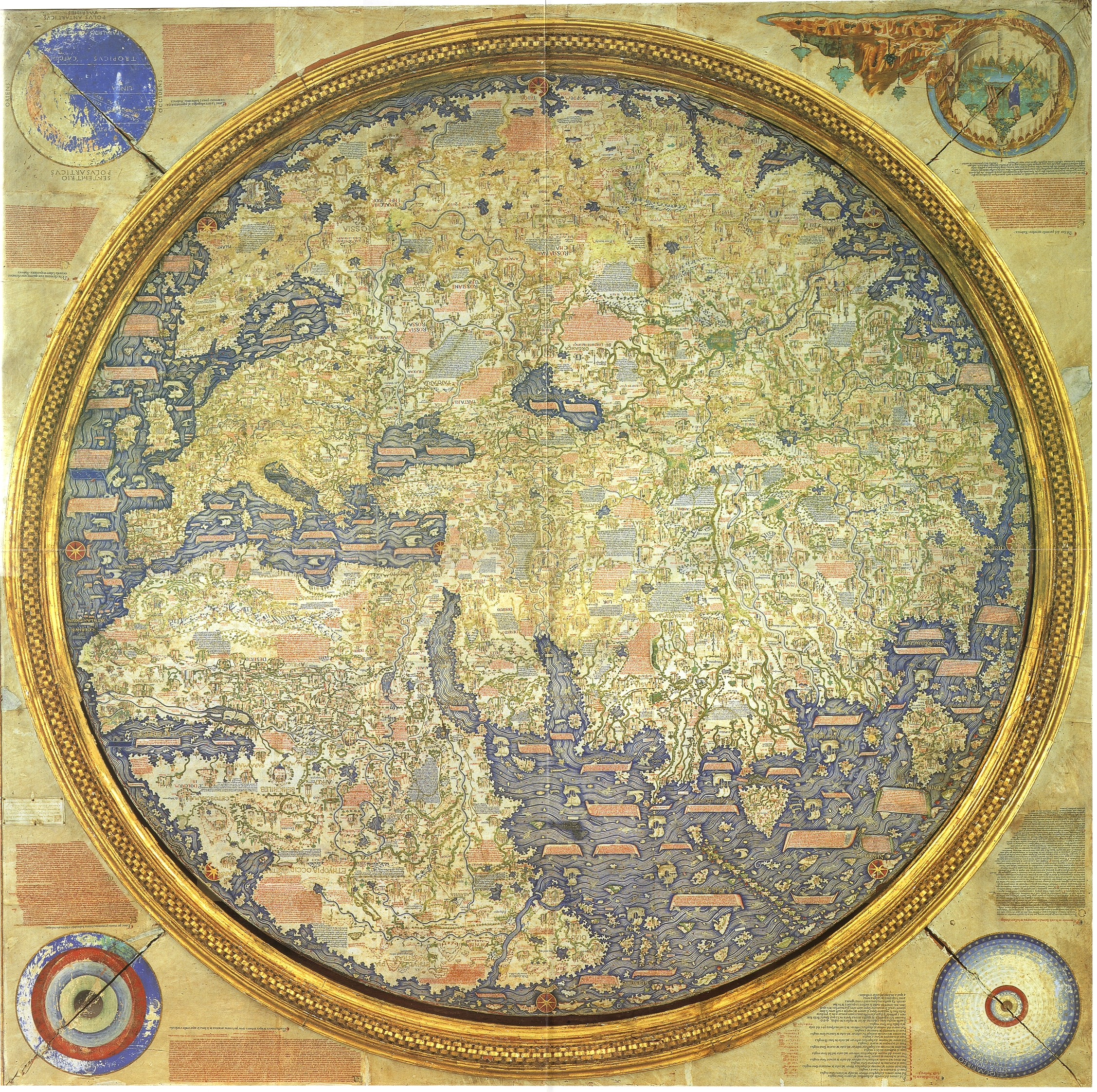
根据上北下南的习惯方式旋转的毛罗地图，可见亚洲、欧洲和非洲

弗拉·毛罗世界地图（Fra Mauro Mappa Mundi）是一副由威尼斯共和国的天主教修士、地图学家弗拉·毛罗（Fra Mauro）于1457至1459年年间绘制的地图。地图涵盖了当时全部的已知世界，被誉为“中世纪地图学最伟大的记载”。地图采用旋转星图的圆形模式，绘制于带木框的羊皮纸上，直径约两米，现藏意大利威尼斯的马尔恰那图书馆（Biblioteca Nazionale Marciana）。

## 源流
1457年，葡萄牙国王阿方索五世出资委托毛罗绘制世界地图，并提供了当时葡萄牙航海所得的最新地理情报。毛罗与其助手航海家兼地图学者Andrea Bianco开始了为期两年的工作。1459年4月24日，地图绘制完成，并送往葡萄牙，但后来不知所踪。跟随地图一起寄送的还有威尼斯统治者给阿方索五世的叔父恩里克王子的信，鼓励恩里克继续支持航海事业。